# Gardenia mollis
Gardenia mollis är en måreväxtart som beskrevs av Rudolf Schlechter. Gardenia mollis ingår i släktet Gardenia och familjen måreväxter. Inga underarter finns listade i Catalogue of Life.